# 寧常在
寧常在（ねいじょうざい、？ - 乾隆45年(1780年)頃）は、清の乾隆帝の妃嬪。姓や不明だが、出自は回部出身のウイグル族だとされている。

## 生涯
生年は不詳だが、生まれた日は11月14日とされる。
乾隆28年（1763年）10月25日、寧常在に封じられる。
乾隆44年（1779年）大晦日の宮廷宴会があり、この時点でまだ「寧常在」として記録が残っている。
乾隆45年（1780年）頃、死去。
乾隆46年（1781年）12月2日、寧常在の遺品を整理。
乾隆49年（1784年）9月8日、裕陵妃園寝（乾隆帝の陵墓）に埋葬。

## 寧常在の民族的背景に関する推測
寧常在はウイグル族の出身であった可能性があるとされている。彼女は、ウイグル族出身の容妃（ホージャ氏）とともに宮廷に入った可能性があるほか、回族（中国のイスラム教徒）の包衣佐領（内務府所属の旗人）の出身だった可能性も考えられる。ただ、寧常在が本当にウイグル族（回部）の出身であったかどうかは、異説もあり、さらなる史料の整理が必要とされている。

## 伝記資料
- 『清史稿』
- 『清宮熱河檔案』

| スタブアイコン | サブスタブ | この項目は、まだ閲覧者の調べものの参照としては役立たない、人物に関連した書きかけの項目です。この項目を加筆・訂正などしてくださる協力者を求めています（P:人物伝/PJ:人物伝）。 |